# قطار شينكانسن الفئة 700
700 سيريس شينكانسن (بالإنجليزية:  700 Series Shinkansen)‏
هو قطار كهربائي سريع موجود في اليابان و قد تم صنعه عن طريق الشركة اليابانية هيتاشي في سنة 1999.

## معرض صور

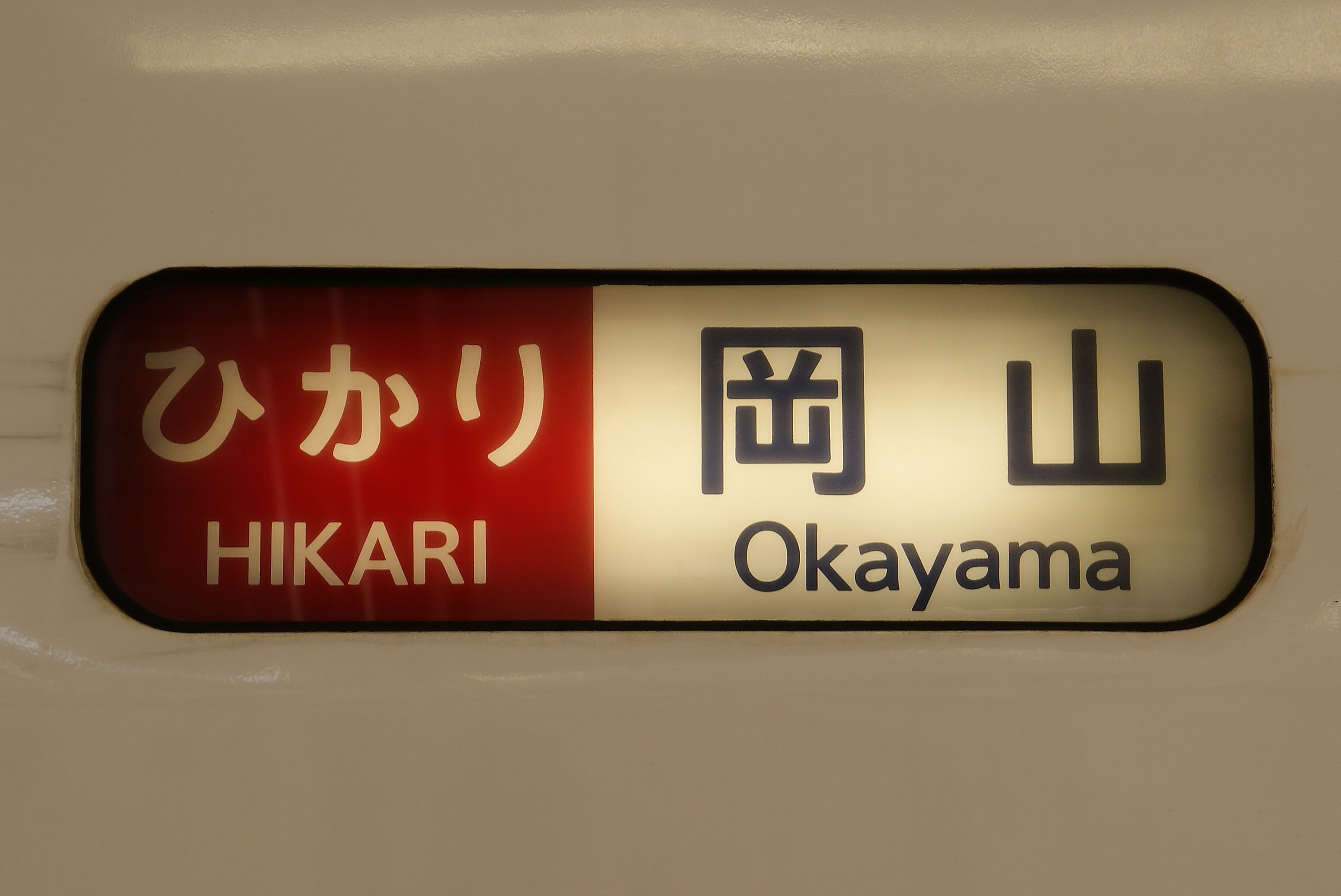
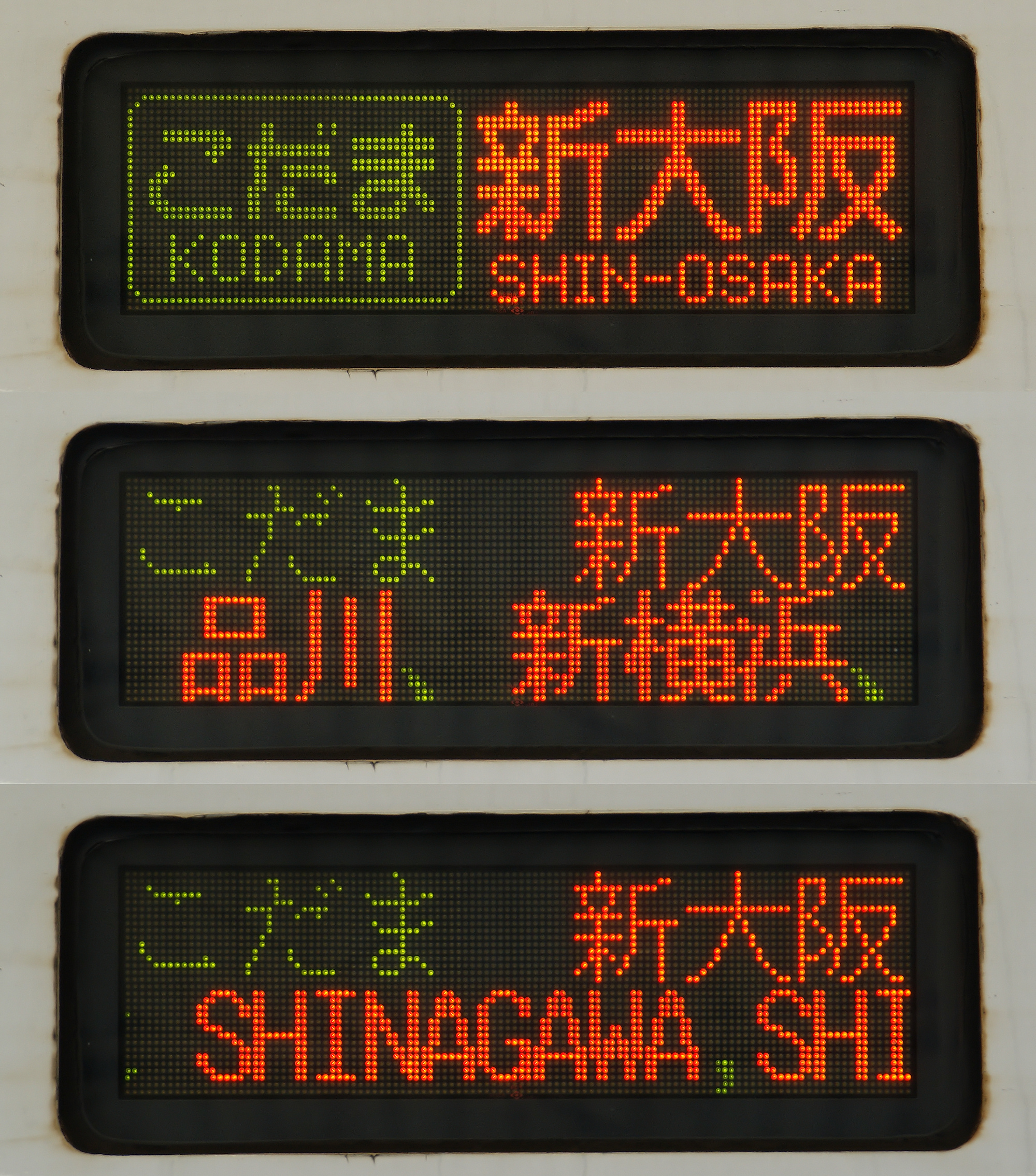
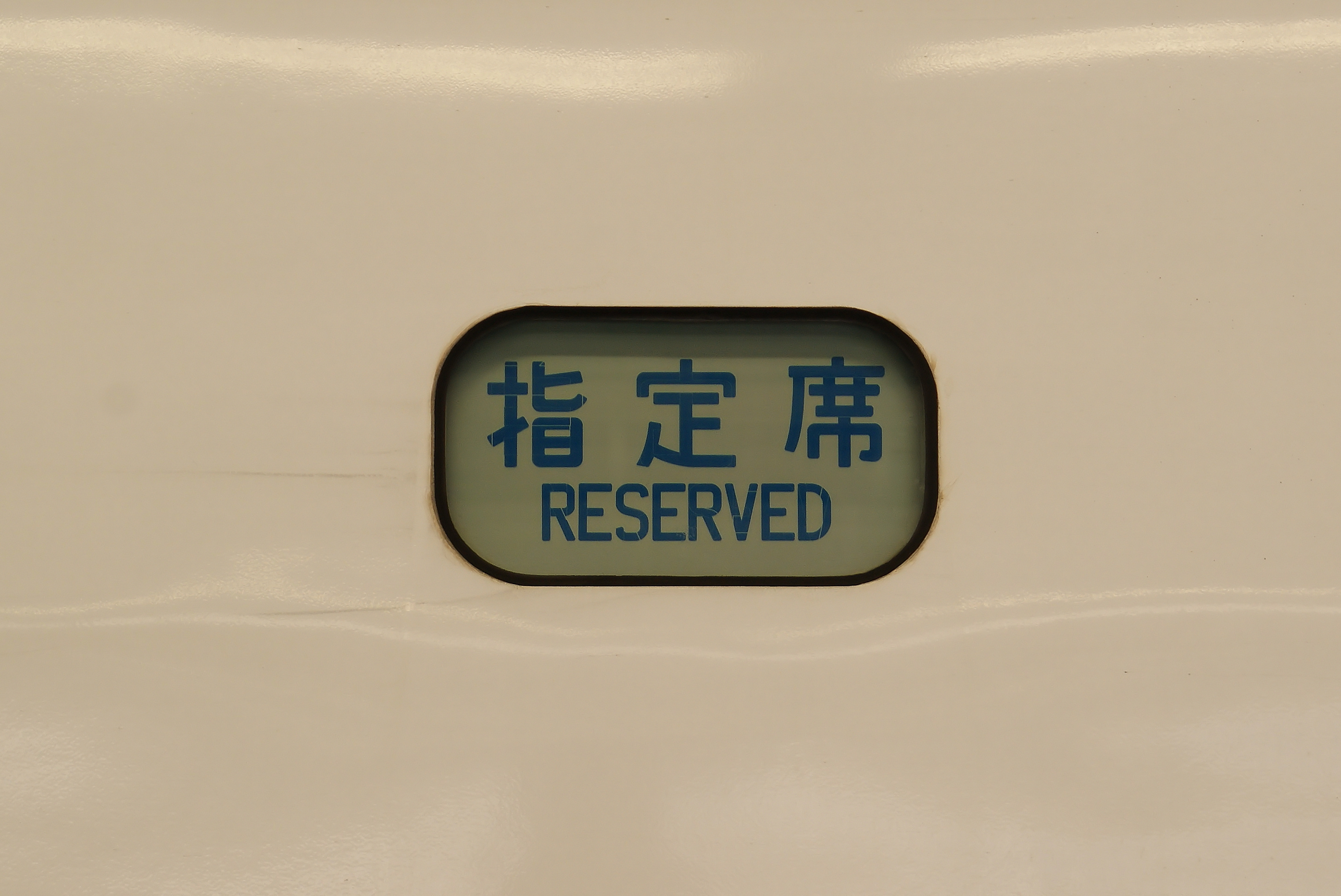
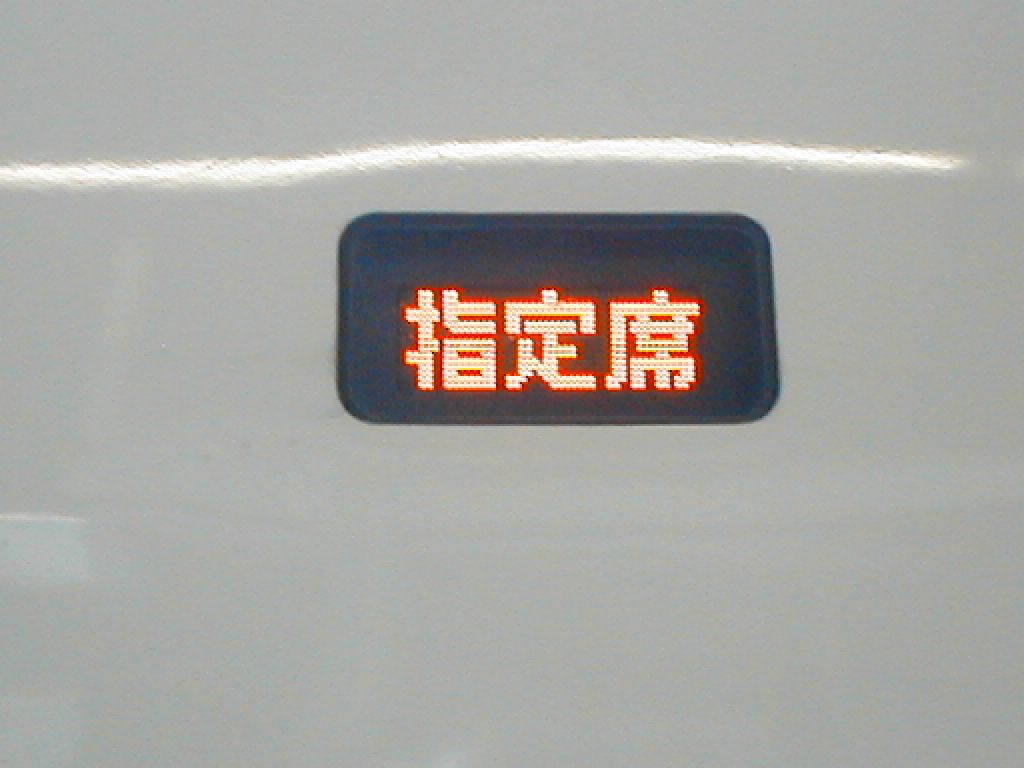